# Liste des distinctions de Mad Men
La liste des récompenses et nominations de Mad Men récapitule toutes les distinctions reçues par la série télévisée américaine Mad Men.
La série Mad Men a été nommée 450 fois pour 166 récompenses.
Note : sauf mention contraire, les informations ci-dessous sont issues de la page Awards de l'Internet Movie Database.

## American Society of Cinematographers Awards
| Année | Saison | Catégorie                                                 | Épisode       | Nommé(s)     | Résultat |
| ----- | ------ | --------------------------------------------------------- | ------------- | ------------ | -------- |
| 2011  | 4      | Meilleure photographie dans un épisode de série télévisée | Blowing Smoke | Chris Manley | Nommé    |

## American Film Institute
| Année | Saison | Catégorie                     | Résultat |
| ----- | ------ | ----------------------------- | -------- |
| 2007  | 1      | Programme télévisé de l'année | Remporté |
| 2008  | 2      | Programme télévisé de l'année | Remporté |
| 2009  | 3      | Programme télévisé de l'année | Remporté |
| 2010  | 4      | Programme télévisé de l'année | Remporté |

## Art Directors Guild Awards
| Année | Saison | Catégorie                                                                                 | Épisode          | Nommé(s)                        | Résultat |
| ----- | ------ | ----------------------------------------------------------------------------------------- | ---------------- | ------------------------------- | -------- |
| 2008  | 1      | Meilleure direction artistique - Série télévisée à une caméra                             | Shoot            | Dan Bishop et Christopher Brown | Remporté |
| 2009  | 2      | Meilleure direction artistique - Série télévisée à une caméra dont les épisodes durent 1h | The Jet Set      | Dan Bishop et Christopher Brown | Remporté |
| 2010  | 3      | Meilleure direction artistique - Série télévisée à une caméra dont les épisodes durent 1h | Souvenir         | Dan Bishop et Christopher Brown | Remporté |
| 2011  | 4      | Meilleure direction artistique - Série télévisée à une caméra                             | Public Relations | Dan Bishop et Christopher Brown | Remporté |

## ASTRA Awards
| Année | Saison | Catégorie                        | Résultat |
| ----- | ------ | -------------------------------- | -------- |
| 2008  | 1      | Meilleur programme international | Nommé    |
| 2009  | 2      | Meilleur programme international | Remporté |

## British Academy Television Awards
| Année | Saison | Catégorie                        | Nommé(s)                                               | Résultat |
| ----- | ------ | -------------------------------- | ------------------------------------------------------ | -------- |
| 2009  | 1      | Meilleur programme international | Matthew Weiner et Scott Hornbacher                     | Remporté |
| 2010  | 2      | Meilleur programme international | Matthew Weiner et Scott Hornbacher                     | Remporté |
| 2011  | 3      | Meilleur programme international | Matthew Weiner, Scott Hornbacher et Jennifer Getzinger | Nommé    |

## Casting Society of America Awards
| Année | Saison | Catégorie                         | Nommé(s)                      | Résultat |
| ----- | ------ | --------------------------------- | ----------------------------- | -------- |
| 2008  | 1      | Meilleur casting - Drame (pilote) | Beth Bowling et Kim Miscia    | Remporté |
| 2009  | 2      | Meilleur casting - Drame          | Carrie Audino et Laura Schiff | Remporté |
| 2010  | 3      | Meilleur casting - Drame          | Carrie Audino et Laura Schiff | Nommé    |
| 2011  | 4      | Meilleur casting - Drame          | Carrie Audino et Laura Schiff | Nommé    |

## Cinema Audio Society Awards
| Année | Saison | Catégorie                                       | Épisode                               | Nommé(s)                                       | Résultat |
| ----- | ------ | ----------------------------------------------- | ------------------------------------- | ---------------------------------------------- | -------- |
| 2009  | 2      | Meilleur mixage du son dans une série télévisée | The Jet Set                           | Peter Bentley, Ken Teaney et Geoffrey G. Rubay | Nommé    |
| 2010  | 3      | Meilleur casting - Drame                        | Guy Walks Into and Advertising Agency | Ken Teaney, Todd Orr et Peter Bentley          | Remporté |

## Costume Designers Guild Awards
| Année | Saison | Catégorie                                                        | Nommé(s)     | Résultat |
| ----- | ------ | ---------------------------------------------------------------- | ------------ | -------- |
| 2009  | 2      | Meilleurs costumes pour une série télévisée - Historique/Fantasy | Janie Bryant | Remporté |
| 2010  | 3      | Meilleurs costumes pour une série télévisée - Historique/Fantasy | Janie Bryant | Remporté |

## Directors Guild of America Awards
| Année | Saison | Catégorie                                       | Épisode                              | Nommé(s)            | Résultat |
| ----- | ------ | ----------------------------------------------- | ------------------------------------ | ------------------- | -------- |
| 2008  | 1      | Meilleure réalisation pour une série dramatique | Smoke Gets In Your Eyes              | Alan Taylor         | Remporté |
| 2009  | 2      | Meilleure réalisation pour une série dramatique | Meditations in an Emergency          | Matthew Weiner      | Nommé    |
| 2009  | 2      | Meilleure réalisation pour une série dramatique | The Mountain King                    | Alan Taylor         | Nommé    |
| 2010  | 3      | Meilleure réalisation pour une série dramatique | Shut The Door. Have A Seat           | Matthew Weiner      | Nommé    |
| 2010  | 3      | Meilleure réalisation pour une série dramatique | The Gypsy And The Hobo               | Jennifer Getzinger  | Nommé    |
| 2010  | 3      | Meilleure réalisation pour une série dramatique | Guy Walks Into An Advertising Agency | Lesli Linka Glatter | Remporté |
| 2011  | 4      | Meilleure réalisation pour une série dramatique | The Suitcase                         | Jennifer Getzinger  | Nommé    |

## Emmy Awards

### Primetime Emmys
| Année | Catégorie       | Nommé(s) | Résultat |
| ----- | --------------- | -------- | -------- |
| 2015  | Meilleur acteur | Jon Hamm | Remporté |

## Festival de télévision de Monte-Carlo
| Année | Saison | Catégorie                                             | Nommé(s)                           | Résultat |
| ----- | ------ | ----------------------------------------------------- | ---------------------------------- | -------- |
| 2009  | 1      | Meilleure série télévisée dramatique                  |                                    | Remporté |
| 2009  | 1      | Meilleur acteur dans une série télévisée dramatique   | Jon Hamm                           | Remporté |
| 2009  | 1      | Meilleure actrice dans une série télévisée dramatique | Christina Hendricks                | Remporté |
| 2009  | 1      | Meilleure actrice dans une série télévisée dramatique | January Jones                      | Nommé    |
| 2009  | 1      | Meilleur acteur dans une série télévisée dramatique   | John Slattery                      | Nommé    |
| 2010  | 2      | Meilleure série télévisée dramatique                  |                                    | Remporté |
| 2010  | 2      | Meilleur acteur dans une série télévisée dramatique   | Jon Hamm                           | Nommé    |
| 2010  | 2      | Meilleure actrice dans une série télévisée dramatique | Elisabeth Moss                     | Nommé    |
| 2010  | 2      | Meilleure actrice dans une série télévisée dramatique | January Jones                      | Nommé    |
| 2011  | 3      | Meilleur acteur dans une série télévisée dramatique   | Jon Hamm                           | Remporté |
| 2011  | 3      | Meilleur producteur international                     | Matthew Weiner et Scott Hornbacher | Nommé    |
| 2011  | 3      | Meilleure actrice dans une série télévisée dramatique | Christina Hendricks                | Nommé    |
| 2011  | 3      | Meilleure actrice dans une série télévisée dramatique | Elisabeth Moss                     | Nommé    |

## GLAAD Media Awards
| Année | Catégorie | Résultat                   |       |
| ----- | --------- | -------------------------- | ----- |
| 2010  |           | Meilleure série dramatique | Nommé |

## Golden Globes
| Année | Saison | Catégorie                                             | Nommé(s)       | Résultat |
| ----- | ------ | ----------------------------------------------------- | -------------- | -------- |
| 2008  | 1      | Meilleure série télévisée dramatique                  |                | Remporté |
| 2008  | 1      | Meilleur acteur dans une série télévisée dramatique   | Jon Hamm       | Remporté |
| 2009  | 2      | Meilleure série télévisée dramatique                  |                | Remporté |
| 2009  | 2      | Meilleur acteur dans une série télévisée dramatique   | Jon Hamm       | Nommé    |
| 2009  | 2      | Meilleure actrice dans une série télévisée dramatique | January Jones  | Nommé    |
| 2010  | 3      | Meilleure série télévisée dramatique                  |                | Remporté |
| 2010  | 3      | Meilleur acteur dans une série télévisée dramatique   | Jon Hamm       | Nommé    |
| 2010  | 3      | Meilleure actrice dans une série télévisée dramatique | January Jones  | Nommé    |
| 2011  | 4      | Meilleure série télévisée dramatique                  |                | Remporté |
| 2011  | 4      | Meilleur acteur dans une série télévisée dramatique   | Jon Hamm       | Nommé    |
| 2011  | 4      | Meilleure actrice dans une série télévisée dramatique | Elisabeth Moss | Nommé    |
| 2013  | 5      | Meilleur acteur dans une série dramatique             | Jon Hamm       | Nommé    |
| 2016  |        | Meilleur acteur dans une série dramatique             | Jon Hamm       | Remporté |

## Golden Trailer Awards
| Année | Catégorie | Résultat                                |          |
| ----- | --------- | --------------------------------------- | -------- |
| 2008  |           | Meilleur trailer diffusé dans un cinéma | Remporté |

## Television Critics Association Awards
| Année | Catégorie                                                    | Nommé(s) | Résultat |
| ----- | ------------------------------------------------------------ | -------- | -------- |
| 2015  | Meilleure performance individuelle dans une série dramatique | Jon Hamm | Remporté |